# Schweinspoint

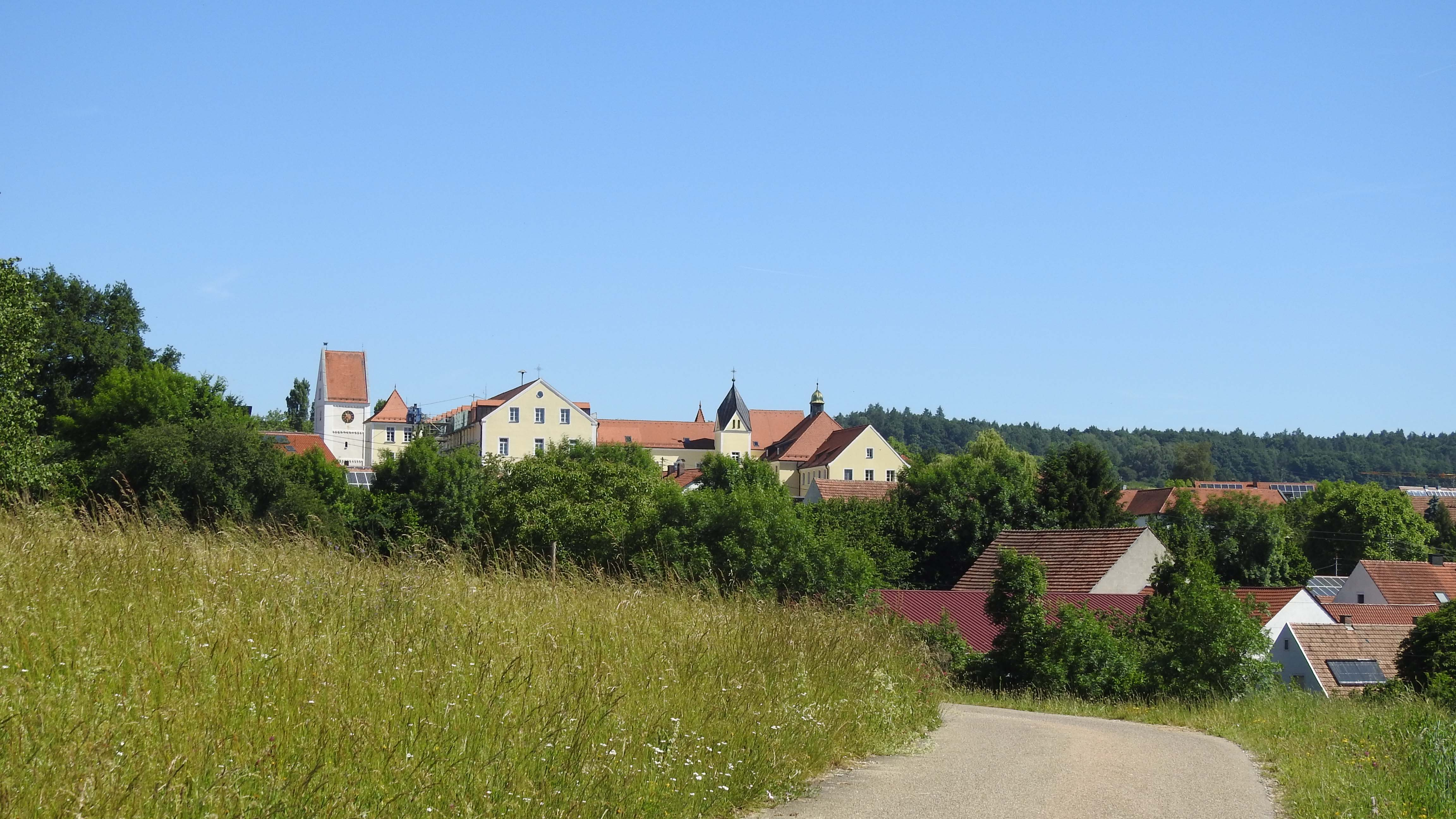
Schweinspoint von Süden

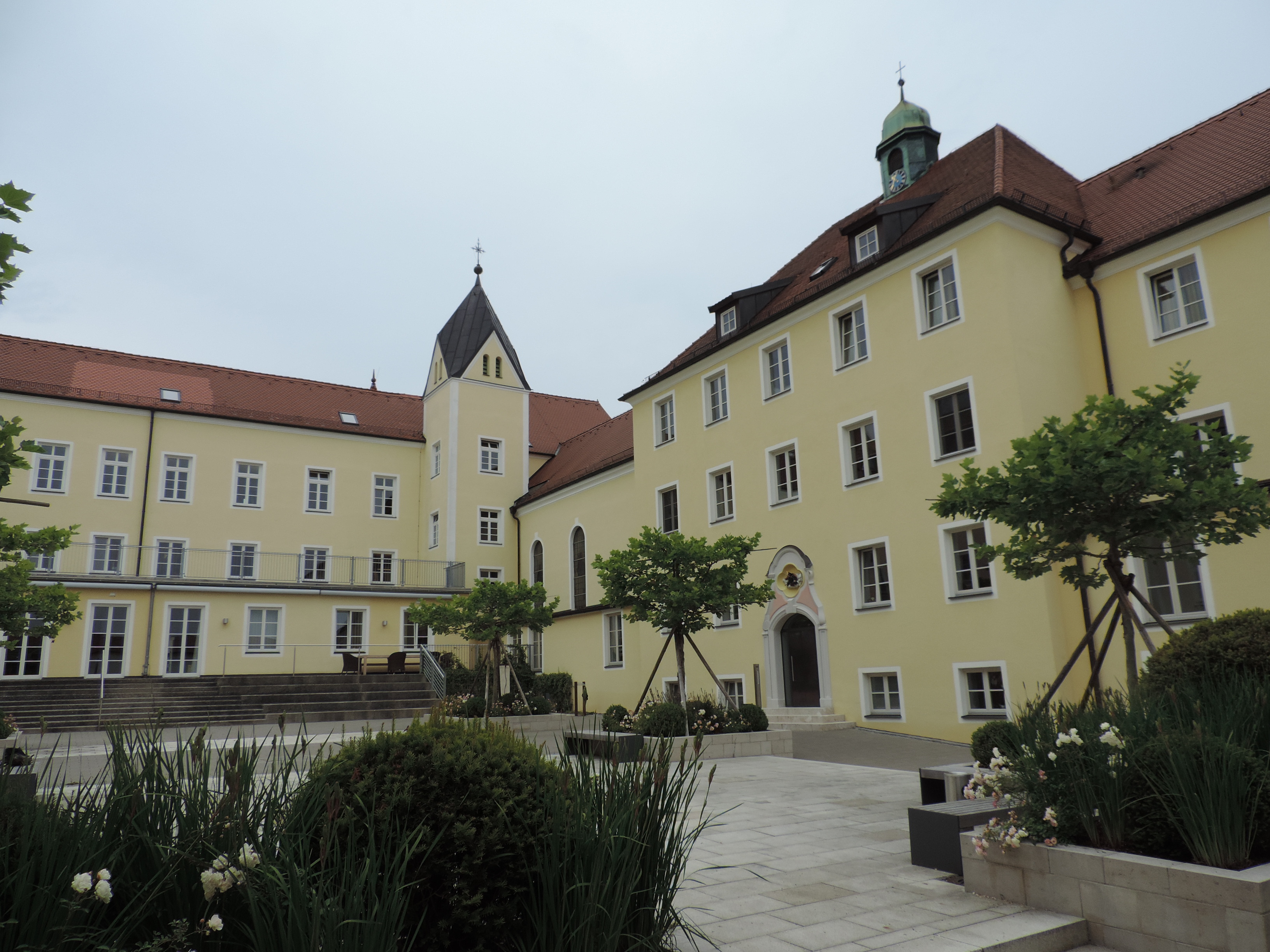
Schloss Schweinspoint, heute Stiftung Behindertenwerk St. Johannes

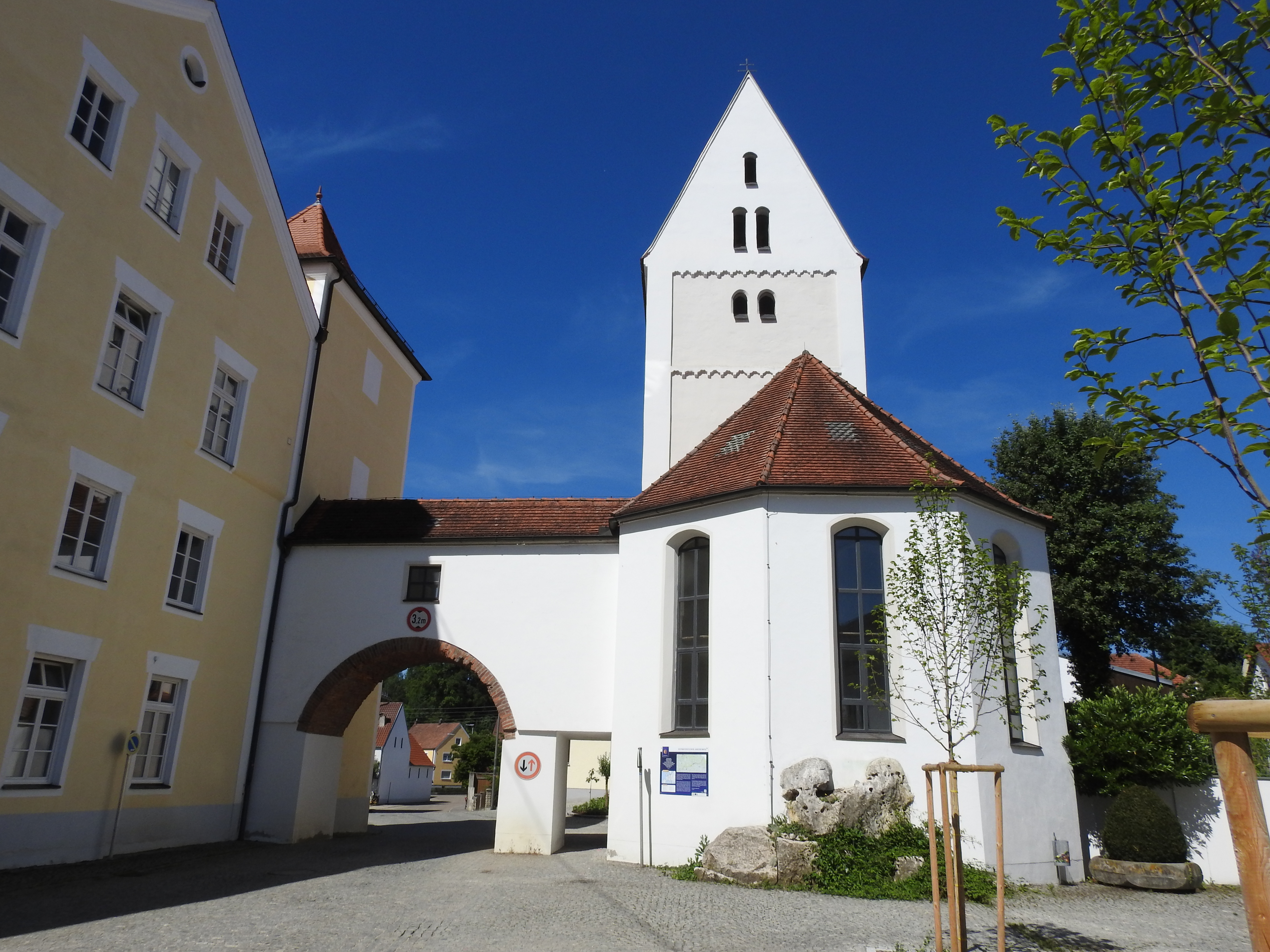
Dorfkirche St. Bartholomäus

Schweinspoint  ist ein Gemeindeteil der Gemeinde Marxheim im Landkreis Donau-Ries (Regierungsbezirk Schwaben, Bayern).

## Geographie
Das Kirchdorf liegt an der Kreisstraße DON 25 zwischen Marxheim und Gansheim auf den Ausläufern der Fränkischen Alb. Die Ortsmitte ist auf 448 m ü. NHN. Der Ort hat seit Jahren konstant etwa 770 Einwohner.

## Namenserklärung
Im baierischen Sprachraum bedeutet Point, das sich aus dem althochdeutschen Begriff biunta – später Beunde herleitet, ein kleines Gütleranwesen oder eine umzäunte Flur im Besitz des Grundherren.

## Geschichte

### Mittelalter
Schweinspoint war ein Lehen der Grafen von Lechsgemünd-Graisbach und erscheint urkundlich ab 1150. Vom 11. bis 15. Jahrhundert war der Ort Sitz eines Adelsgeschlechtes, das als Erbschenken den Grafen von Lechsgemünd-Graisbach diente. Es existierte eine Burg, von der aber nur noch der Turmhügel erhalten ist.
1423 kam der Ort durch Kauf von den Schenken von Schweinspoint an die Reichsmarschälle von Pappenheim.

### Frühe Neuzeit
1544 ging er an Herzog Ottheinrich von Neuburg über und war danach bis 1618 protestantisch. 1601 wechselte erneut die Herrschaft über die Hofmark Schweinspoint und fiel nun an die Grafen von Oettingen und zwei weitere Adelige. In der Folge wechselte der Besitz des Ortes mehrmals. 1683 erwarben ihn die katholischen Freiherrn von Hacke und nannten sich danach mit vollem Namen Hacke auf Schweinspoint. Sie blieben die Besitzer bis 1849.
Das Schloss Schweinspoint wurde, nachdem das alte Schloss im Dreißigjährigen Krieg zum Teil niederbrannte, im 17. Jahrhundert erbaut.

### Neuzeit
Am 1. Mai 1978 wurde das bis dahin selbständige Schweinspoint in die Gemeinde Marxheim eingegliedert.

### Diepold von Schweinspeunt
Diepold von Schweinspeunt ging im Gefolge von Kaiser Heinrich VI. 1191 nach Italien und erhielt dort mehrere Grafschaften. Er gehörte nach dem Tod des Stauferkaisers zu der Clique um den Regenten Markward von Annweiler in Palermo, die für den minderjährigen Friedrich II. regierte. Diepold von Schweinspeunt verriet diesen, indem er dessen welfischen Gegenspieler Otto IV. zum Einmarsch ins Königreich Sizilien bewegte. Von Otto IV. wurde er daraufhin zum Herzog von Spoleto erhoben und endete nach Ottos Scheitern und mehrjähriger Gefangenschaft schließlich als Ritter des Deutschen Ordens.

## Wappen
Die Beschreibung des Wappens lautet: „In Blau ein schreitender goldener Eber.“
Zentrales Element des Wappens ist der schreitende Eber. Dieser geht auf das Wappen der Schenken von Schweinspoint zurück, die zwischen 1197 und 1435 in Urkunden und anderen Überlieferungen erwähnt werden. Die Farben Gold und Blau sind an die Wappenfarben der Grafen von Lechsgemünd-Graisbach angelehnt, da die Schenken von Schweinspoint in einem Ministerialienverhältnis zu diesen standen.

## Wirtschaft
Der Ort Schweinspoint war bis in die 1970er Jahre landwirtschaftlich geprägt, heute bestehen nur noch wenige Vollerwerbsbetriebe.
Die 1860 gegründete Stiftung Behindertenwerk St. Johannes ist heute der größte Arbeitgeber der Gemeinde Marxheim.

## Pfarrei
Schweinspoint gehört zur katholischen Pfarrei Marxheim. Die Kirche St. Bartholomäus ist ein gotischer Bau aus der zweiten Hälfte des 15. Jahrhunderts mit Veränderungen des 18. und 19. Jahrhunderts. Für die Heil- und Pflegeanstalt, heute Stiftung St. Johannes, wurde 1909 eine eigene Kirche mit dem Patrozinium Heiligstes Herz Jesu errichtet.